# 6-Stunden-Rennen von Bahrain 2021

Bahrain International Circuit

Das 6-Stunden-Rennen von Bahrain 2021, auch BAPCO 6 Hours of Bahrain, fand am 30. Oktober auf dem Bahrain International Circuit statt und war der fünfte Wertungslauf der FIA-Langstrecken-Weltmeisterschaft dieses Jahres.

## Das Rennen
Der Sieg von Mike Conway, Kamui Kobayashi und José María López im Toyota GR010 Hybrid machte Toyota zum ersten Weltmeister der neuen Le-Mans-Hypercar-Klasse. Das Trio gewann das Rennen mit einem Vorsprung von 51 Sekunden auf die Teamkollegen Sébastien Buemi, Kazuki Nakajima und  Brendon Hartley und profitierte dabei vom besseren Umgang mit den Reifen bei den hohen Außen- und Asphalttemperaturen.

## Ergebnisse

### Schlussklassement
| Pos. | Klasse    | Nr. | Team                      | Fahrer                                                   | Fahrzeug                 | Runden |
| ---- | --------- | --- | ------------------------- | -------------------------------------------------------- | ------------------------ | ------ |
| 1    | LMH       | 7   | Toyota Gazoo Racing       | Mike Conway Kamui Kobayashi José María López             | Toyota GR010 Hybrid      | 185    |
| 2    | LMH       | 8   | Toyota Gazoo Racing       | Sébastien Buemi Kazuki Nakajima Brendon Hartley          | Toyota GR010 Hybrid      | 185    |
| 3    | LMH       | 36  | Alpine Elf Matmut         | André Negrão Nicolas Lapierre Matthieu Vaxivière         | Alpine A480              | 184    |
| 4    | LMP2      | 31  | Team WRT                  | Robin Frijns Ferdinand Habsburg Charles Milesi           | Oreca 07                 | 180    |
| 5    | LMP2      | 28  | Jota                      | Sean Gelael Stoffel Vandoorne Tom Blomqvist              | Oreca 07                 | 180    |
| 6    | LMP2      | 38  | Jota                      | Roberto González António Félix da Costa Anthony Davidson | Oreca 07                 | 180    |
| 7    | LMP2      | 22  | United Autosports USA     | Philip Hanson Fabio Scherer Filipe Albuquerque           | Oreca 07                 | 180    |
| 8    | LMP2      | 29  | Racing Team Nederland     | Frits van Eerd Giedo van der Garde Job van Uitert        | Oreca 07                 | 178    |
| 9    | LMP2      | 1   | Richard Mille Racing Team | Sophia Flörsch Beitske Visser Gabriel Aubry              | Oreca 07                 | 178    |
| 10   | LMP2      | 70  | Realteam Racing           | Esteban Garcia Loïc Duval Norman Nato                    | Oreca 07                 | 178    |
| 11   | LMP2      | 70  | High Class Racing         | Dennis Andersen Anders Fjordbach Robert Kubica           | Oreca 07                 | 177    |
| 12   | LMP2      | 34  | Inter Europol Competition | Jakub Śmiechowski Renger van der Zande Alex Brundle      | Oreca 07                 | 175    |
| 13   | LMGTE-Pro | 92  | Porsche GT Team           | Kévin Estre Neel Jani                                    | Porsche 911 RSR-19       | 174    |
| 14   | LMGTE-Pro | 91  | Porsche GT Team           | Gianmaria Bruni Richard Lietz                            | Porsche 911 RSR-19       | 174    |
| 15   | LMGTE-Pro | 51  | AF Corse                  | Alessandro Pier Guidi James Calado                       | Ferrari 488 GTE Evo      | 174    |
| 16   | LMGTE-Pro | 52  | AF Corse                  | Daniel Serra Miguel Molina                               | Ferrari 488 GTE Evo      | 174    |
| 17   | LMGTE-Am  | 33  | TF Sport                  | Ben Keating Dylan Pereira Felipe Fraga                   | Aston Martin Vantage AMR | 172    |
| 18   | LMGTE-Am  | 77  | Dempsey-Proton Racing     | Christian Ried Jaxon Evans Matt Campbell                 | Porsche 911 RSR-19       | 172    |
| 19   | LMGTE-Am  | 56  | Team Project 1            | Egidio Perfetti Matteo Cairoli Riccardo Pera             | Porsche 911 RSR-19       | 172    |
| 20   | LMGTE-Am  | 98  | Aston Martin Racing       | Paul Dalla Lana Augusto Farfus Marcos Gomes              | Aston Martin Vantage AMR | 172    |
| 21   | LMP2      | 44  | ARC Bratislava            | Miroslav Konôpka Oliver Webb Kush Maini                  | Ligier JS P217           | 172    |
| 22   | LMGTE-Am  | 83  | AF Corse                  | François Perrodo Nicklas Nielsen Alessio Rovera          | Ferrari 488 GTE Evo      | 172    |
| 23   | LMGTE-Am  | 86  | GR Racing                 | Mike Wainwright Ben Barker Tom Gamble                    | Porsche 911 RSR-19       | 171    |
| 24   | LMGTE-Am  | 54  | AF Corse                  | Thomas Flohr Francesco Castellacci Giancarlo Fisichella  | Ferrari 488 GTE Evo      | 171    |
| 25   | LMGTE-Am  | 85  | Iron Lynx                 | Rahel Frey Sarah Bovy Katherine Legge                    | Ferrari 488 GTE Evo      | 171    |
| 26   | LMGTE-Am  | 57  | Kessel Racing             | Takeshi Kimura Mikkel Jensen Scott Andrews               | Ferrari 488 GTE Evo      | 170    |
| 27   | LMGTE-Am  | 47  | Cetilar Racing            | Roberto Lacorte Giorgio Sernagiotto Antonio Fuoco        | Ferrari 488 GTE Evo      | 170    |
| 28   | LMGTE-Am  | 777 | D'station Racing          | Satoshi Hoshino Tomonobu Fujii Andrew Watson             | Aston Martin Vantage AMR | 169    |
| 29   | LMGTE-Am  | 60  | Iron Lynx                 | Rino Mastronardi Andrea Piccini Matteo Cressoni          | Ferrari 488 GTE Evo      | 169    |
| 30   | LMP2      | 21  | Dragonspeed USA           | Henrik Hedman Juan Pablo Montoya Ben Hanley              | Oreca 07                 | 166    |
| 31   | LMGTE-Am  | 88  | Dempsey-Proton Racing     | Khaled Al Qubaisi Adrien de Leener Julien Andlauer       | Porsche 911 RSR-19       | 166    |

### Nur in der Meldeliste
Zu diesem Rennen sind keine weiteren Meldungen bekannt.

### Klassensieger
| Klasse    | Fahrer       | Fahrer             | Fahrer           | Fahrzeug                 | Platzierung im Gesamtklassement |
| --------- | ------------ | ------------------ | ---------------- | ------------------------ | ------------------------------- |
| LMH       | Mike Conway  | Kamui Kobayashi    | José María López | Toyota GR010 Hybrid      | Gesamtsieg                      |
| LMP2      | Robin Frijns | Ferdinand Habsburg | Charles Milesi   | Oreca 07                 | Rang 4                          |
| LMGTE-Pro | Kévin Estre  | Neel Jani          |                  | Porsche 911 RSR-19       | Rang 13                         |
| LMGTE-AM  | Ben Keating  | Dylan Pereira      | Felipe Fraga     | Aston Martin Vantage AMR | Rang 17                         |

### Renndaten
- Gemeldet: 31
- Gestartet: 31
- Gewertet: 31
- Rennklassen: 4
- Zuschauer: unbekannt
- Wetter am Rennwochenende: sehr heiß
- Streckenlänge: 5,412 km
- Fahrzeit des Siegerteams: 6:00:33,356 Stunden
- Runden des Siegerteams: 185
- Distanz des Siegerteams: 1001,022 km
- Siegerschnitt: unbekannt
- Pole Position: Brendon Hartley – Toyota GR010 Hybrid (#8) – 1:47,049
- Schnellste Rennrunde: Sébastien Buemi – Toyota GR010 Hybrid (#8) – 1:48,926
- Rennserie: 5. Lauf zur FIA-Langstrecken-Weltmeisterschaft 2021